# Nafta Polska
Nafta Polska SA – spółka Skarbu Państwa powołana w dniu 7 maja 1996 roku w celu przeprowadzenia prywatyzacji i restrukturyzacji polskich przedsiębiorstw branży chemicznej i paliwowej. W jej posiadaniu były m.in. znaczące pakiety akcji PKN Orlen oraz grupy LOTOS. Jej jedynym akcjonariuszem było Ministerstwo Skarbu Państwa.
Początkowo zakładano, że wyznaczone spółce zadania zostaną zrealizowane w 2001 roku i po tym czasie zostanie ona zlikwidowana. W lutym 2006 roku Ministerstwo Skarbu Państwa ponownie zapowiedziało jej likwidację po sprywatyzowaniu czterech spółek wielkiej syntezy chemicznej. Rada Ministrów oraz walne zgromadzenie Nafty Polskiej wyraziło zgodę na sprzedaż 80% akcji dwóch z nich: Zachemu i ZCh Organika-Sarzyna Ciechowi. Rozmowy dotyczące o sprzedaży dwóch pozostałych (Zakładów Azotowych w Tarnowie i ZAK SA z Kędzierzyna-Koźla) niemieckiemu koncernowi Petro Carbo Chem zostały w październiku 2006 roku zerwane przez Ministerstwo Skarbu Państwa.
Zakłady Azotowe w Tarnowie-Mościcach zostały sprywatyzowane poprzez emisję akcji na Giełdzie Papierów Wartościowych. Debiut giełdowy odbył się 30 czerwca 2008 roku. Nafta Polska zachowała większościowy pakiet akcji.
Spółka zlikwidowana została 1 kwietnia 2011 roku. Należące do Nafty Polskiej akcje (Zakładów Azotowych w Tarnowie i Spółki Akcyjnej ZAK) zostały przekazane Ministerstwu Skarbu Państwa.